# Тролль (фильм)
«Тролль» (англ. Troll) — американский фильм ужасов 1986 года. Был выпущен Metro-Goldwyn-Mayer на двойном полнометражном DVD с «Троль 2» 26 августа 2003 года.

## Сюжет
Семья Поттеров — мать, отец, сын-подросток и маленькая дочь — переезжает в новую квартиру. В первый же день дочь, Венди, спускается в подвал, где на неё воздействует волшебным кольцом тролль и принимает её облик. Вся семья в недоумении, почему их дочь стала такая неряшливая, агрессивная и вредная. Тем временем Венди-тролль одну за одной посещает квартиры соседей, которых превращает в различных сказочных персонажей: гоблинов, нимф, эльфов, а их квартиры — в сказочные леса. Обеспокоенный поведением сестры, её брат, Гарри Поттер-младший, заводит дружбу с пожилой соседкой, Юнис Сент-Клер. Вскоре он выясняет, что та — ведьма, раньше она была принцессой, а тролль по имени Торок — королём-волшебником и её женихом. Однако между людьми, которые хотели жить в мире и равноправии, и злыми волшебниками началась битва. Волшебники её проиграли, и Торок был превращён в тролля. Теперь он мечтает вернуть своё могущество, уничтожить человечество и воссоздать сказочный мир, в котором когда-то жил. Единственная, кого он оставит в живых — Венди, так как ему нужна принцесса. На трансформацию мира у него трое суток, поэтому Юнис и Гарри надо спешить.
Юнис обнаруживает, что все квартиры в доме, кроме её и Гарри, уже превращены в части волшебной вселенной. Она даёт Гарри волшебное копьё, объяснив, что необходимо убить самое страшное и отвратительное чудовище из тех, что он встретит в доме. Сама она волшебным образом молодеет и тоже берёт копьё. У Юнис не получается победить Торока, он превращает свою бывшую невесту в уродливый пень, и теперь вся надежда только на Гарри. В волшебном лесу одной из квартир он находит Венди, спящую в хрустальном гробу, спасает её, но теряет волшебное копьё. Огромный монстр готов убить Гарри и Венди, но Торок сам убивает своё создание, так как не хочет потерять свою будущую принцессу. После этого всё начинает трястись и рушиться, Гарри и Венди едва успевают спрятаться в своей квартире. Вскоре всё успокаивается, никакого волшебного леса в доме больше нет.
Поттеры немедленно съезжают с квартиры. На переполох были вызваны полицейские, которые ничего подозрительного уже не обнаруживают, но один из них решает проверить подвал. Открыв дверь с надписью «Прачечная», он обнаруживает внутри волшебный лес, его втягивает внутрь, а Торок воздействует на него своим волшебным кольцом…

## В ролях
- Ноа Хэтэуэй — Гарри Поттер-младший
- Майкл Мориарти — Гарри Поттер-старший, литературный редактор
- Шелли Хэк — Энн Поттер, домохозяйка
- Дженни Бек[англ.] — Венди Энн Поттер
- Сонни Боно — Питер Дикинсон, сосед Поттеров
- Фил Фондакаро — Малкольм Мэллори, профессор английского языка, сосед Поттеров / тролль Торок
- Брэд Холл[англ.] — Уильям Дэниэлс, сосед Поттеров
- Джун Локхарт — Юнис Сент-Клер, соседка Поттеров
- Энн Локхарт — помолодевшая Юнайс Сент-Клер
- Джулия Луи-Дрейфус — Джанетт Купер, соседка Поттеров (впервые на экране)
- Гэри Сэнди[англ.] — лейтенант морской пехоты в отставке Барри Тэбор (Тэйбор)[2], сосед Поттеров
- Джон Карл Бюхлер — колдун (в титрах не указан)

## Факты
- Фильм был снят за пять недель.
- По сюжету действие фильма происходит в Сан-Франциско, но снимался он в Италии, в окрестностях Рима. Главный оператор ленты и несколько второстепенных актёров — итальянцы.
- Несмотря на названия, «Тролль 2» и «Тролль 3» не являются продолжениями «Тролля»[3]. Впрочем, это не мешает прокатчикам выпускать «первую» и «вторую» части под одной обложкой[4][5].
- Несмотря на очень хорошие сборы — за первый уикенд проката «Тролль», вышедший на 959 широких экранах США, собрал 2 595 054 доллара при бюджете в 1,1 млн долларов — фильм получил от критиков в основном отрицательные отзывы. Рейтинг IMDb — 4,3 из 10, Rotten Tomatoes — 4,1 из 10[6].
- В 1987 году актриса Дженни Бек[англ.] за роль в этом фильме номинировалась на премию «Молодой актёр»[7].
- В связи с тем, что главного героя серии романов о Гарри Поттере зовут так же, как и двух главных героев «Тролля», создатели фильма подозревают Джоан Роулинг в плагиате[8][9]. В 2011 году было объявлено, что у «Тролля», возможно, будет приквел с рабочим названием «Тролль: Расцвет (Восхождение) Гарри Поттера» (англ. The Troll: Rise of Harry Potter). При этом ни Роулинг, ни Warner Bros. не смогут подать по этому поводу в суд за использование словосочетания «Гарри Поттер»[10]. В 2015 году было сообщено, что выход The Troll: Rise of Harry Potter планируется в 2017 году, а в 2016 году выйдет одноимённый мультсериал[11].